# Fjällig munia
Fjällig munia (Lonchura punctulata) är en tätting i familjen astrilder som återfinns i Sydasien och Sydostasien och som tidigare kallades för muskotfink.

## Utseende
Fjällig munia kan bli ungefär 12 centimeter lång. Både honor och hanar ser likadana ut så det är mycket svårt att skilja könen åt. Huvudet och strupen har en rödbrun färg. Halsens sidor och översidan är rödaktigt chokladbruna, rygg och vingtäckare har vita streck. På bröstet har finken bruna tvärband och vita fläckar som bildar en fjälliknade teckning. Bland dess tolv underarter varierar färgen, men den håller sig till den bruna eller rödbruna skalan.

## Utbredning och systematik
Fjällig munia delas in i två grupper av tolv underarter med följande utbredning:
- Lonchura punctulata punctulata – Nepal till Sikkim, Indien och Sri Lanka
- nisoria-gruppen
  - Lonchura punctulata subundulata – nordöstra Indien (Assam) till Bhutan och västra Myanmar
  - Lonchura punctulata yunnanensis – nordöstra Burma och sydvästra Kina
  - Lonchura punctulata topela – södra Kina till norra Thailand, Indokina, Hainan och Taiwan
  - Lonchura punctulata cabanisi – Filippinerna (Luzon, Mindoro, Panay, Cebu, Calauit, Palawan)
  - Lonchura punctulata fretensis – södra Thailand och Malackahalvön till Sumatra och närliggande öar
  - Lonchura punctulata nisoria – Java, Bali, Lombok och Sumbawa
  - Lonchura punctulata sumbae – Sumba i Små Sundaöarna
  - Lonchura punctulata blasii – Flores, Timor, Tanimbaröarna och närliggande Små Sundaöarna
  - Lonchura punctulata particeps – Sulawesi
  - Lonchura punctulata baweana - ön Bawean i Javasjön
  - Lonchura punctulata holmesi – sydöstra Borneo (Kalimantan)

Underarten holmesi inkluderas ofta i nominatformen.

## Levnadssätt
Man hittar fågeln i gräs- och örtrika områden, trädgårdar, risfält och i utkanten av byar. Finken äter i huvudsak gräsfrön som den samlar upp ifrån marken och den äter också ris om höstarna, som den plockar ifrån risvipporna. De är mycket sociala fåglar som bildar små flockar, och det händer också att det ingår andra Lonchura-arter i dem.

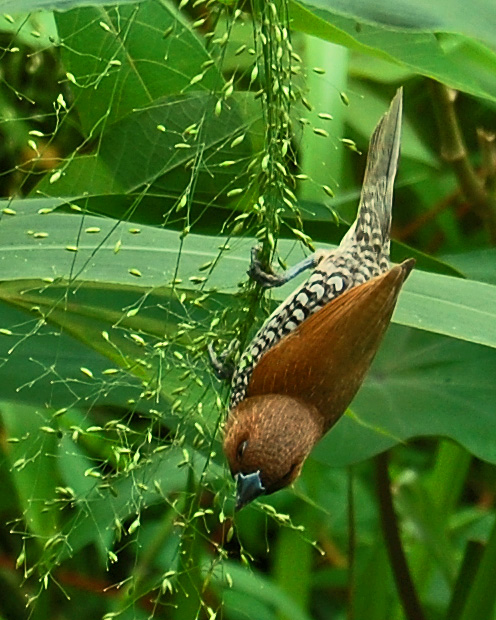

### Häckning
Fåglarna bygger ofta sina bon i kolonier i buskar eller i träd. Bona brukar byggas av gräs, halm eller bambublad. Boet byggs som ett runt klot som har en sidoingång. Muskotfinken lägger mellan 5 och 7 vita ägg som honan ruvar i ungefär 12 dagar. När ungarna kläckts matas de med halvmogna gräsfrön av sina föräldrar.

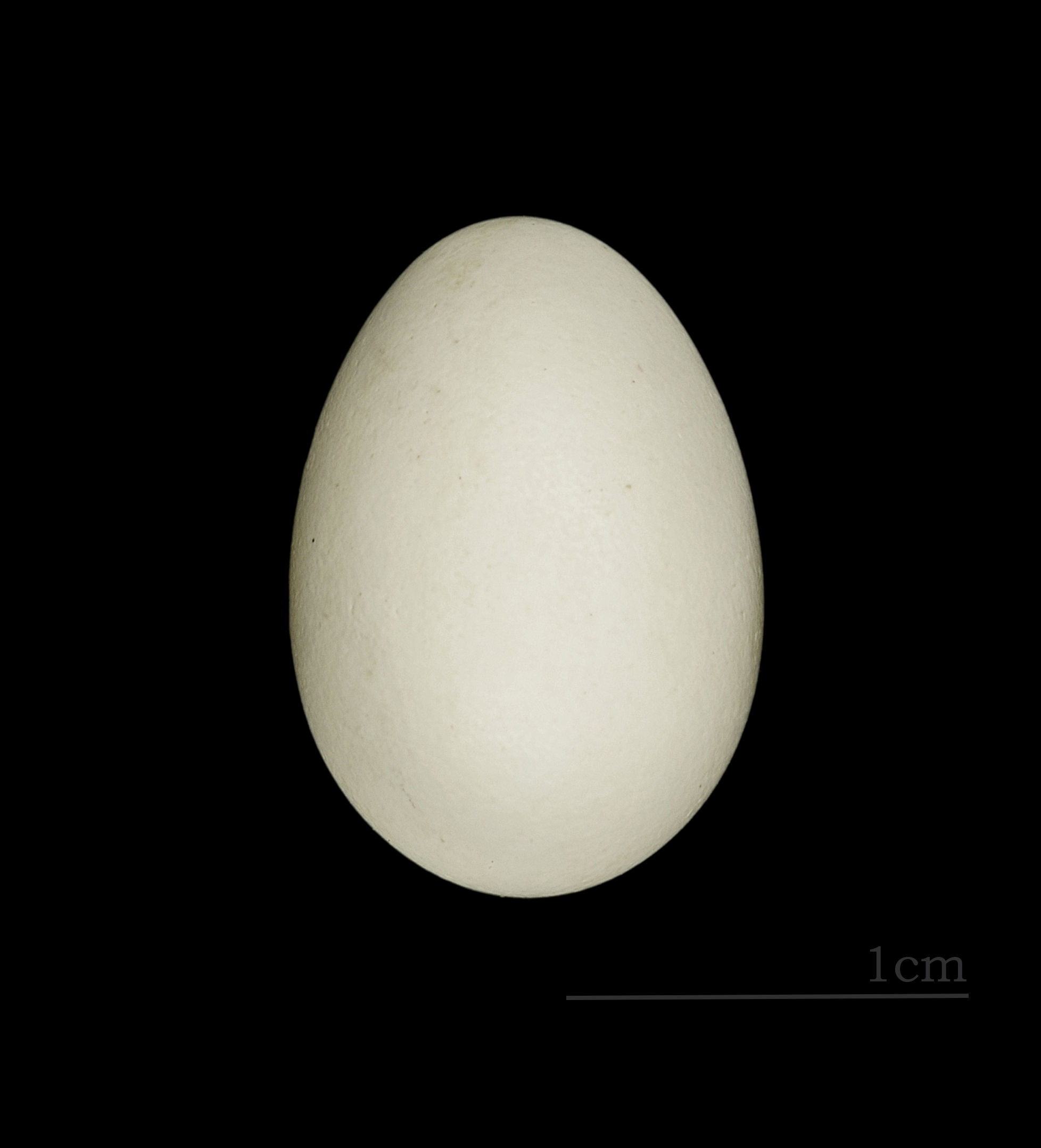
Ägg från fjällig munia.

## Fjällig munia och människan

### Som burfågel
Muskotfinken är en bra nybörjarfågel, och man kan både ha den som bur- och voljärfågel. Den anses vara robust, fredlig och ganska anspråkslös. Men den kan vara mycket svår att få att häcka om man håller den som burfågel.

### Status
Fjällig munia är en vida spridd art med ett stabilt bestånd. Internationella naturvårdsunionen IUCN kategoriserar arten som livskraftig.